# La Horra
La Horra es un municipio y localidad española de la provincia de Burgos, en la comunidad autónoma de Castilla y León, comarca de la Ribera, partido judicial de Aranda.

## Geografía
El término municipal confina al N con el municipio de Terradillos de Esgueva, al E con los de Sotillo de la Ribera y Gumiel de Mercado, al S con Roa, y al O con Roa, Anguix y Olmedillo de Roa.

## Historia
Existen datos arqueológicos que demuestran la existencia de población desde la Edad del Bronce. Pero las primeras referencias escritas datan de 1143, cuando Alfonso VII concede a la villa de Roa un fuero de Sepúlveda. En dicho documento, acta fundacional de la Comunidad de Villa y Tierra de Roa, aparece Calaforram, actualmente La Horra, como una de sus 33 aldeas. Otras de estas aldeas también podrían estar dentro del término municipal, como Santa María de Foira (ya desaparecido), o Villaluponis (el actual despoblado Villalobón). La historia de La Horra corre pareja con la De la Villa vecina, Roa, que fue repoblada por el conde Munio Núñez en el año 912 el Califa Abderramán III y el gran Almanzor en el 983, asolaron esta zona haciendo huir a sus moradores, convirtiéndose la misma en tierra yerma y sin dueño, como lo había estado anteriormente, sujeta a las correrías de moros y cristianos hasta después de la muerte de Almanzor. 
Villa perteneciente a la Tierra de Roa con jurisdicción, de señorío ejercida por el Duque de Siruelo  quien nombraba su alcalde ordinario. 
A la caída del Antiguo Régimen queda constituido en ayuntamiento constitucional en el partido de Roa perteneciente a la región de Castilla la Vieja que en el censo de la matrícula catastral contaba con 206 hogares y 825 vecinos.
A principios del siglo XX (con la causa pendiente de la autonomía para las once provincias de Castilla la Vieja y León, y el fallido de la Mancomunidad Castellana que pretendía la unión de las diecisiete provincias de Castilla La Vieja, Castilla La Nueva y León), el ayuntamiento de La Horra escribió al ayuntamiento de Burgos para que convocara una asamblea con los ayuntamientos de la provincia y a ser posible a todos los Castilla, con el fin de regular la autonomía de la región. Finalmente este estatuto de autonomía fue fallido y cancelado por la Guerra Civil.
En el Censo de Vecindarios de la Corona de Castilla realizado en 1591 se denomina La Horra, pertenecía a la Tierra de Roa, incluida en la provincia de Burgos. La comunidad contaba con 1569 vecinos pecheros, correspondiendo 563 a la capital.
La Horra se liberó de la jurisdicción de Roa y adquirió su título de Villa, mediante Real Carta Ejecutoria de Exención de Jurisdicción, otorgada por Felipe V, fechada en La Granja de San Ildefonso el día 11 de julio de 1725, previo el consentimiento del conde de Siruela, señor de estas tierras por entonces, y abono de 350.500 maravedíes de vellón a las arcas reales. A partir de dicha fecha el pueblo ha venido escribiendo su propia historia, separada de Roa, hasta la actualidad.

### SigloXIX
Así se describe a La Horra en la página 239 del tomo IX del Diccionario geográfico-estadístico-histórico de España y sus posesiones de Ultramar, obra impulsada por Pascual Madoz a mediados del siglo XIX:

HORRA (LA)

Villa con ayuntamiento en la provincia, audiencia territorial y capitanía general de Burgos (13 leguas), diócesis de Osma (12), partido judicial de Roa (1).
Situada en una ladera inclinada hacia el S, con un monte que la domina por la parte N; su clima es templado; reina el viento NO y las enfermedades más comunes son las intermitentes.
Consta de 200 casas con la consistorial, que es regular y bastante capaz, las cuales forman diferentes calles limpias, aunque sin empedrar, y 2 plazas de corta extensión y mérito, de las cuales la principal es cuadrilonga, y la otra que llaman Nueva, cuadrada; hay 2 escuelas, una pública de niños concurrida por 60 alumnos, y dotada con 2.500 reales; y otra de niñas, privada, a la que asisten 20, cuya maestra no disfruta más dotación que la retribución que aquellas le pagan; un paseo con arbolado; dos fuentes de buenas aguas a 80 pasos de la población, y varios manantiales de igual calidad en el término; una iglesia parroquial (La Asunción), de término, servida por un cura párroco, un teniente, 3 beneficiados y un sacristán; y finalmente, un hermoso cementerio extramuros, bien ventilado.
Confina el término N Pinillos de Esgueva; E Gumiel del Mercado; S despoblado de Valera, y O Anguix.
El terreno es de secano, arenoso, pero bastante fértil, con pequeñas alturas y valles, y el monte que dejamos expresado arriba, poblado de pinos, robles y encinas, habiendo además un reducido prado de pasto, y una veguita bañada por el arroyo titulado Madre, muy poco caudaloso, el cual se introduce en el Duero a distancia de 1/2 legua.
Caminos: hay 4 principales en mal estado, y dirigen a Aranda de Duero, Burgos, Valladolid y Roa; la correspondencia se recibe de este último pueblo por los interesados los domingos, martes, miércoles, viernes y sábados, y sale los mismos días.
Producciones: trigo, cebada, centeno, morcajo, legumbres y vino; cría ganado lanar, vacuno y caballar, de estos dos últimos en muy corto número; caza de conejos, liebres y alguna que otra perdiz.
Industria: la agrícola.
Comercio: este consiste en la extracción de vino y aguardiente en mucha cantidad, y algo de lana.
Población: 206 vecinos, 825 almas.

Capital productivo: 3.911.100 reales. Imponible: 370.263. Contribución: 31.427 reales 2 maravedíes. El presupuesto municipal asciende a 12.000 reales y se cubre con los productos de propios.

## Economía

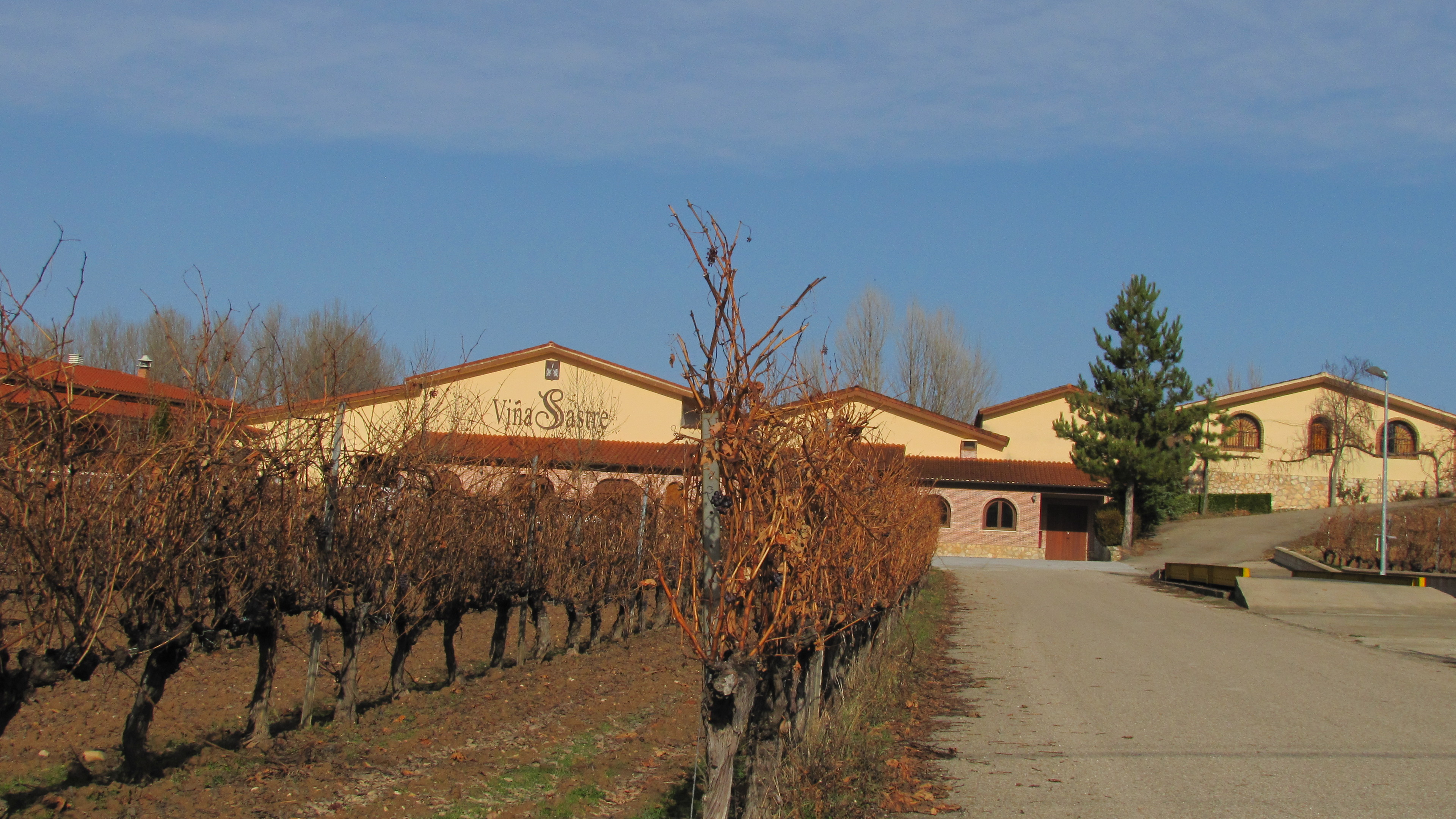
Viñedos en la bodega Viña Sastre

La economía de La Horra se basa en la agricultura y en especial en el cultivo de la uva. Actualmente hay once bodegas que están dentro de la D.O. Ribera del Duero. Este número contrasta con la escasa población. Es la municipio de toda la D.O. Ribera del Duero con más hectáreas de viñedos adscritos a la Denominación. Un total de 772 hectáreas de viñedo.

## Demografía
La Horra cuenta con una población de 299 habitantes (INE 2024).
| Gráfica de evolución demográfica de La Horra entre 1842 y 2021 |
| |
| Población de derecho según los censos de población del INE. Población de hecho según los censos de población del INE.En estos censos se denominaba La Orra: 1877 y 1887. |

### Estructura productiva
El número de trabajadores por actividad se distribuía en 2007 en:
- Agricultura: 34 trabajadores.
- Industria: 44 trabajadores.
- Construcción: 29 trabajadores.
- Servicios: 24 trabajadores.

## Cultura

### Patrimonio

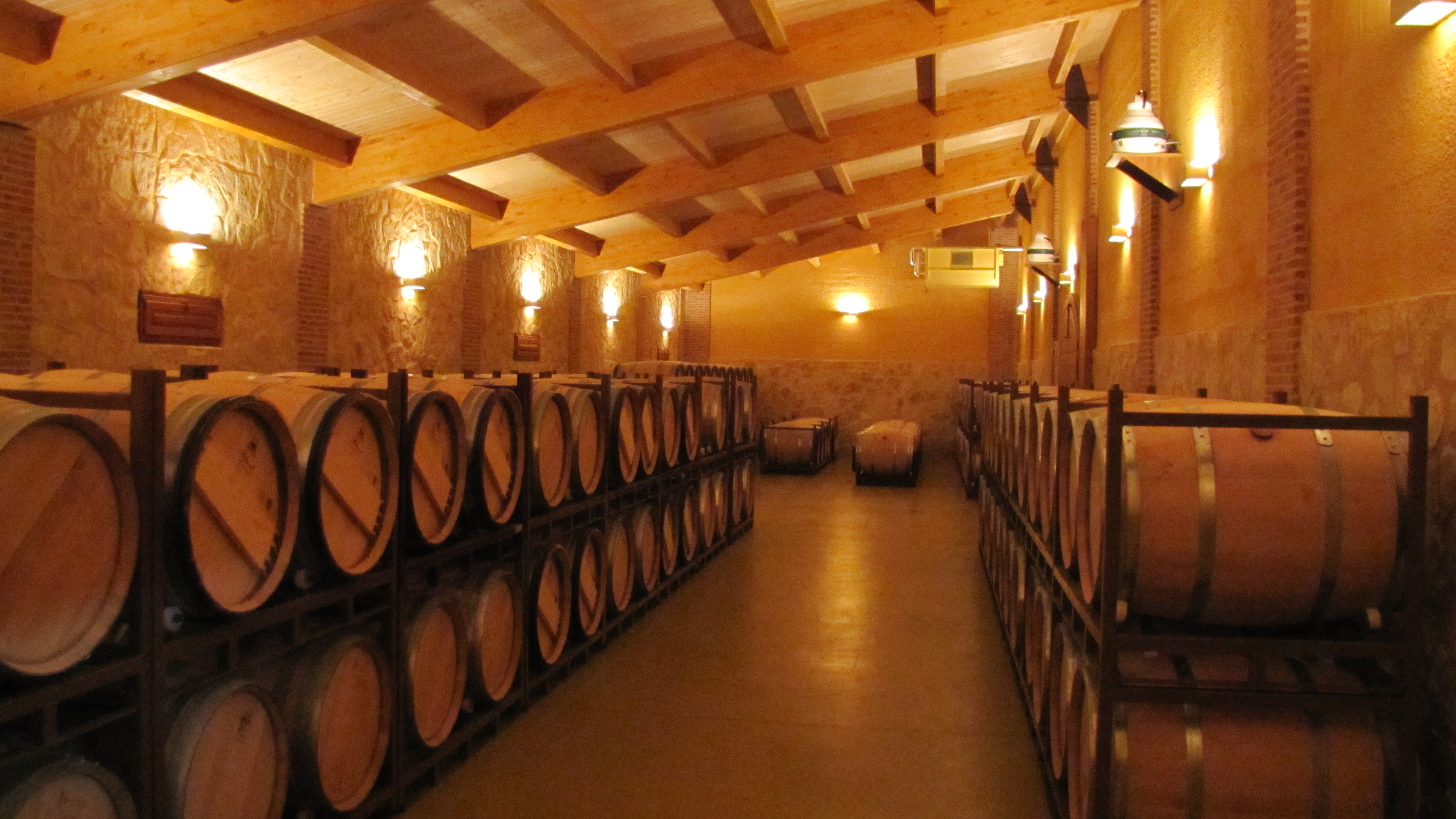
Barricas en la bodega Viña Sastre

- La Horra cuenta con un museo dedicado al vino en el que se expone la historia del vino en el pueblo, así como varios utensilios con los que se cultivaba. Este museo se encuentra en una bodega subterránea en la zona denominada El Cogollo, con numerosas bodegas subterráneas y sus famosas zarceras cónicas.
- Destacar la gran cantidad de bosques y pinares que rodean el pueblo, destacando el monte Villalobón y la ruta de senderismo creada en dicho monte por la Mancomunidad Ruta del Vino.
- En julio de 2009 se inauguró el parque temático Museo de la Lana que recrea los hábitats de los diferentes tipos de ovejas (centro de interpretación de la Lana). En la actualidad, se encuentra cerrado.
- Iglesia parroquial Nuestra Señora de la Asunción
- Casa consistorial, antiguo palacio de los Condes de Siruela.
- Fuente de Abajo con dos caños.
- Bodegas pertenecientes a la D.O. Ribera del Duero: Viña Sastre - Hermanos Sastre, Balbás, Cooperativa Virgen de la Asunción, Bodega Santa Eulalia (Grupo Frutos Villar), Fuentenarro, Grandes Bodegas, Asenjo & Manso, Monte Aixa, García Figuero y Bodegas La Horra (perteneciente a Bodegas Roda). Además está proyectada otra perteneciente a Chivite (que será realizada por el arquitecto Rafael Moneo).

### Fiestas y costumbres
- Fiesta de Santa Eulalia el 12 de febrero en honor de la patrona de la localidad.
- Fiesta del Nativo Ausente, el tercer fin de semana de agosto. Se empezó a celebrar como homenaje a los horrenses que abandonaron el pueblo. En esta fiesta destaca la Fiesta de los barrios que se celebra el jueves y la cena popular de la noche del lunes

Asociaciones: diversas son las actividades que se realizan a través de las asociaciones existentes
La Asociación Cultural El Galán Horrense, en funcionamiento ininterrumpido desde 1990, organiza Cabalgata de Reyes, día del Árbol (febrero/marzo), Fiesta de la Matanza (marzo) y Semana Cultural en agosto.
La Asociación de Peñas El Cogollo organiza el día de Peñas (julio), Oktoberfest (octubre) y colabora en la cabalgata de reyes. 
La Asociación de Jubilados colabora activamente en La Matanza.
Importante es la labor realizada, a título personal,  en la creación del belén navideño de Antonio Miguel García desde hace varios años que integra pasajes bíblicos y localizaciones locales. Se ubica en la iglesia desde el 23 de diciembre al 12 de febrero.
En La Horra se encuentra también la primera casa en España de Los Hermanos de la Sagrada Familia, congregación religiosa originaria de Francia. Se ubicaron en 1909, tras un acuerdo con doña Encarnación Prado, viuda de don Juan Mambrilla, abogado y Decano en la Universidad de Valladolid. La pareja era de La Horra. Tras el fallecimiento de sus dos hijos decidieron dedicar sus bienes a una obra piadosa llevada a cabo por estos religiosos tras ofrecérsela a varias congregaciones que la rechazaron.